# Sakai (Ibaraki)
Pour les articles homonymes, voir Sakai (homonymie).
Sakai (境町, Sakai-machi) est un bourg du district de Sashima, dans la préfecture d'Ibaraki, au Japon.

## Géographie

### Démographie
Au 1er janvier 2014, la population de Sakai s'élevait à 25 061 habitants répartis sur une superficie de 46,58 km2.